# FC Lichinga
Der Futebol Clube de Lichinga, besser bekannt als FC Lichinga oder FC de Lichinga, ist ein mosambikanischer Fußballverein mit Sitz in der Stadt Lichinga. Der 1996 gegründete Fußballverein spielte 2010 zuletzt in der Moçambola und ist bis heute nur noch drittklassig unterwegs.
In der Ewigen Tabelle der Moçambola ist der FC Lichinga mit 260 Punkten auf Platz 11.

## Stadion
Die Heimstätte ist das Estadio Municipal 1-ro de Maio in Lichinga, mit einer Kapazität von 10.000 Zuschauern.

## Erfolge
- Mosambikanischer Zweitligameister (2): 2001, 2006[4]